# Televisão na Eslovénia

## Televisão analógica
A televisão na Eslovénia foi introduzida pela primeira vez em 1958. A primeira estação de televisão na Eslovénia foi lançada pela JRT RTV Ljubljana (agora RTV Slovenija) em 1958 como TV Ljubljana 1 (agora TV Slovenija 1). Em 1970 foi lançada a TV Ljubljana 2 (agora TV Slovenija 2) e a TV Slovenija 3 em 2008.
A primeira estação privada de TV Kanal A foi lançada em maio de 1991. O segundo canal privado POP TV foi lançado pela empresa PRO PLUS d.o.o. em dezembro de 1995. A TV3 também foi lançada em 1995 e era originalmente de propriedade da Igreja Católica Romana. Ele teve uma audiência pobre até que Ivan Caleta, um empresário da Croácia, comprou 75% da propriedade do canal em 2003, e começou a oferecer programação mais popular. O Kanal A tornou-se o canal irmão do POP TV em 2001, quando o Pro Plus assumiu o canal. A TV3 tornou-se a nova empresa no mercado, quando a empresa sueca MTG a comprou em 2006. A 29 de fevereiro de 2012, deixou de ser transmitida devido a um ambiente pouco competitivo e à falta de resposta das autoridades eslovenas.
A Eslovênia usou o padrão analógico PAL até 1 de dezembro de 2010 quando a transmissão analógica cessou e foi substituída por DVB-T.

## Lista de estações de televisão na Eslovénia

### Em todo o território nacional

#### Geral
- TV SLO 1
- TV SLO 2
- POP TV
- Kanal A
- Planet TV
- Planet 2
- TV3

#### Especializado
- TV SLO 3
- BRIO
- KINO
- OTO
- Planet PLUS
- Nova24TV
- TV Koper-Capodistria
- TV Maribor

#### Local ou Regional
- ATV signal (Litija)
- Gorenjska televizija - GTV (Kranj) [1]
- TV IDEA - Kanal 10 (Murska Sobota)
- RTS (Maribor)
- TV Celje (Celje)
- TV Primorka (Šempeter pri Novi Gorici)
- Vaš kanal (Novo mesto)
- VTV - Vaša Televizija (Velenje)
- EPTV (Ljubljana)
- ETV (Kisovec) [1]
- Gea TV (Domžale)
- KTV (Ormož) [1]
- Kanal 3 (Apače) [1]
- Koroška TV (Dravograd) [1]
- Media TV (Škofja Loka)
- Moj TV (Selnica ob Dravi)
- MTV Adria (Ljubljana) [1]
- Net TV (Maribor) [1]
- Net XXL (Maribor) [1]
- Play TV (Ljubljana) [1]
- R-Kanal (Ribnica)
- Sponka.tv (Portorož)
- Studio AS  (Murska Sobota)
- Studio Signal (Ljubljana) [1]
- Top RTV[1]
- TV Galeja (Ilirska Bistrica) [1]
- Golica TV (Ljubljana)
- TV Kras (Sežana) [1]
- TV Lep (Logatec) [1]
- TV Petelin (Ljubljana) [1]
- TV Plus (Komenda) [1]
- TV Radgona - Kanal 11 (Gornja Radgona) [1]
- TV Trbovlje (Trbovlje) [1]
- Vascom (Pivka) [1]
- ViTel (Dornberk)

#### Sem fins lucrativos
- Čarli TV (Ljubljana) [1]
- Top TV (Ljubljana) [1]

## DVB-T
As transmissões experimentais de DVB-T começaram em 2001 usando o padrão MPEG-2. Em 2007, o governo esloveno decidiu testar a transmissão DVB-T em Ljubljana, utilizando a norma MPEG-4, após a aprovação da APEK (Agência para a República das Telecomunicações e Correios da Eslovénia).
Depois disso, a Radiotelevizija Slovenija teve que determinar qual transmissor seria usado para o teste de 3 meses. Eles se estabeleceram nos transmissores feitos por uma empresa eslovena, Elti, que produz transmissores de TV analógicos e digitais. Após o teste, o RTV SLO decidiu expandir as transmissões para a TV SLO 2. Em 2008, o RTV SLO lançou um novo canal: TV SLO 3 (transmissão de assuntos públicos) para sua oferta digital. A transmissão de alta definição com o AC-3 foi experimentada durante os jogos olímpicos de Pequim 2008. Os Jogos Olímpicos de Inverno de 2010 também foram transmitidos em HD.
Atualmente, existem dois multiplexes operando, Mux A e Mux C.

## Audiência
| Rank | Canal          | Proprietário                     | Classificação média (7 pm-11pm) |
| ---- | -------------- | -------------------------------- | ------------------------------- |
| 1    | POP TV         | United Group                     | 30.2%                           |
| 2    | TV Slovenija 1 | RTVSLO                           | 16.0%                           |
| 3    | Kanal A        | United Group                     | 11.6%                           |
| 4    | Planet TV      | Antenna Group, Telekom Slovenije | 10.83%                          |
| 5    | TV Slovenija 2 | RTVSLO                           | 5.0%                            |
| 6    | TV3            | PRO TV                           | 2.2%                            |
| 7    | TV Slovenija 3 | RTVSLO                           | 1.0%                            |